# Орлан-М
Скафандр «Орлан-М»  — російський основний засіб для забезпечення позакорабельної діяльності космонавтів.

## Базова модель Орлан-М
«Орлан-ДМА» з метою розширення діапазону регулювання антропометричних характеристик скафандра, підвищення рухливості, надійності та збільшення тривалості автономної роботи піддався модернізації.
У результаті з'явився скафандр «Орлан-М», відмінності якого від попередників полягають в наступному:
- — Збільшено розмір кіраси;
- — У тім'яній частині шолома введено верхній ілюмінатор, що збільшує площу огляду;
- — Розширено діапазон регулювання оболонки, що збільшує площу огляду;
- — Введено ліктьові і щиколоточні шарніри;
- — Розроблені рукавички підвищеної рухливості і міцності;
- — Підвищена продуктивність костюма водяного охолодження;
- — Модифікований карабін страхувальної прив'язки і збільшений діапазон регулювання її довжини;
- — Збільшений тиск наддуву скафандра в аварійній ситуації;
- — Введено запасний насос, модернізована рація, встановлений патрон — поглинач вуглекислого газу підвищеної ємності.

Електроживлення, радіозв'язок, знімання телеметруючих параметрів здійснюється:
- — Автономно, від ранцевого блоку;
- — За допомогою електрофала (довжиною 25 м).

Для видалення вуглекислого газу використовується літієвий поглинальні патрон ЛП-6, що дозволяє перебувати в скафандрі протягом 6 годин. Крім того, шолом забезпечений опускаються протисонячних фільтром. Для роботи в тіні на шоломі є світильники. Експлуатувався в складі ОС «»Мир"" у 1988—1997 рр..
Всього було здійснено 56 парних виходів.

### Друга модифікація «Орлан-М» для ОС «Мир»
У зв'язку з початком робіт по програмі «Мир-Шаттл», для ПКД був виготовлений скафандр «Орлан-М», модифікація «Орлан-ДМА». Основна мета модифікації — поліпшення експлуатаційних характеристик, збільшення часу автономної роботи, а також підвищення надійності та безпеки космонавтів.
Основні параметри скафандра «Орлан-М»: робочий тиск всередині скафандра — 0,4 атмосфер (атм), атмосфера — киснева. У костюмі водяного охолодження, що надівається космонавтом на тіло, температура може регулюватися в інтервалі 8 ° −25 ° С, температура вентилюючого газу 15° −20 °C.

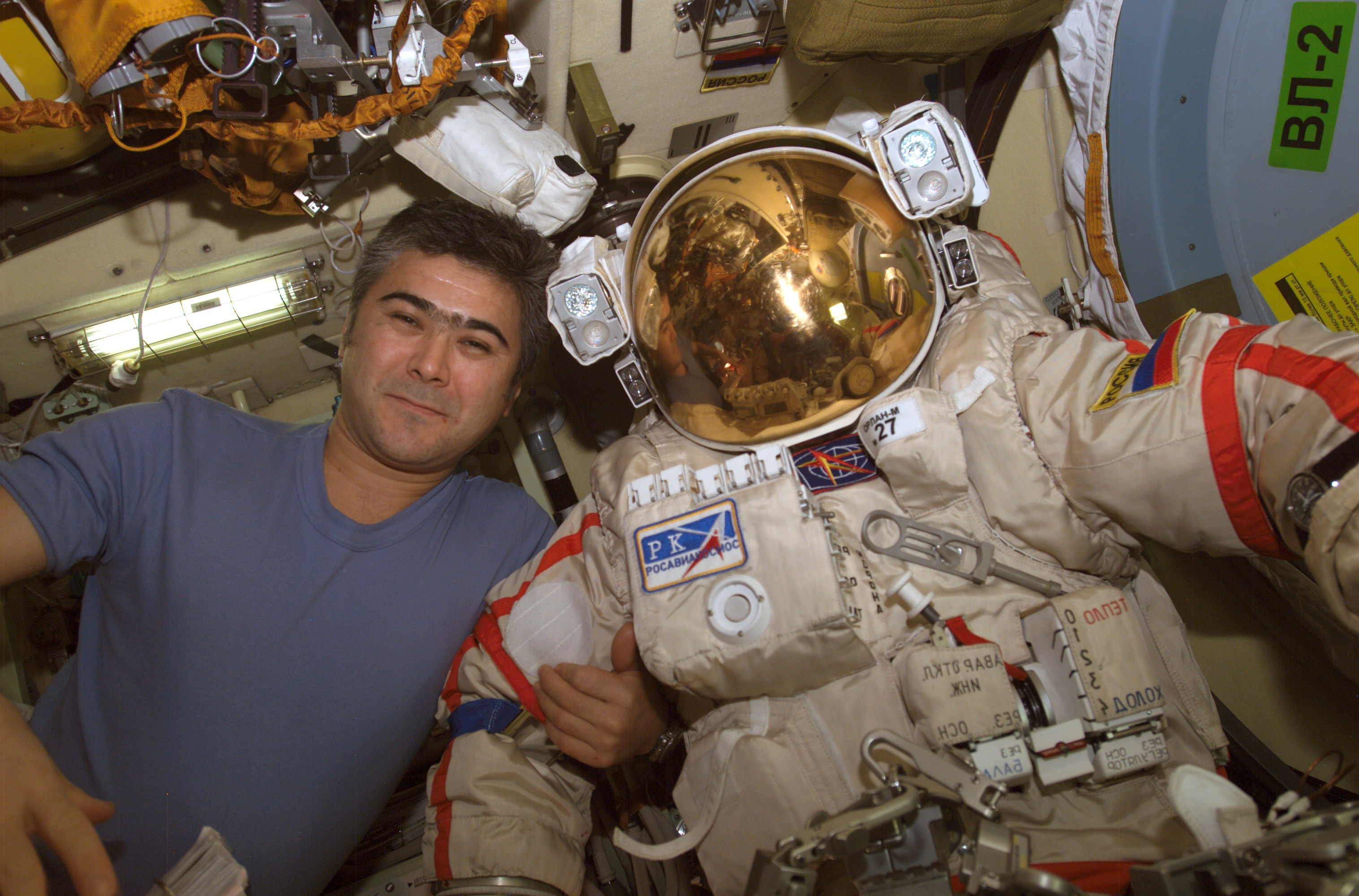
Космонавт поруч з скафандром Орлан-М

У конструкції скафандра введені такі зміни:
- — Збільшені розміри корпусу в зоні пояси, вхідний люк переміщений вгору;
- — Введено додатковий ілюмінатор верхнього огляду і захисне скло на основний ілюмінатор;
- — Введено третій (ліктьовий) гермоподшіпнік на рукав і гомілковостопні підшипники;
- — Один з фалів змінної довжини;
- — Збільшено патрон для поглинання вуглекислого газу.

Для видалення вуглекислого газу використовується літієвий поглинальні патрон ЛП-9, що збільшило час знаходження в скафандрі до 9 годин. У тім'яній частині шолома був розташований ілюмінатор, що збільшує площу огляду. Крім того, шолом забезпечений протисонячних фільтром, що опускається. Для роботи в тіні на шоломі є світильники.
У скафандрі «Орлан-М» можуть працювати космонавти (як чоловіки, так і жінки) зростом 160—190 см (його рукава і штанини можуть регулюватися по довжині). У місцях згинів рук та ніг (плечі, лікті, коліна) стоять гермоподшіпники; рукавички — знімні і виготовляються індивідуально. Для «продувки» вух при зміні тиску в скафандрах є спеціальний пристрій Вальсальви, яке можна використовувати і для чухання носа, де при тривалій роботі можливе скупчення поту. Адже доторкнутися рукою до особи в скафандрі неможливо.
Вага скафандра — 110 кг. Всі основні системи скафандра дубльовані: гермооболонки, вентилятори, водяні насоси, регулятори тиску в скафандрах, радіопередавачі, є аварійний запасний кисневий балон, кіраса і шолом дубльовані гумою, скло шолома подвійне (в американських скафандрах дублювання немає).
Гарантійний термін роботи скафандра «Орлан-М» — 4 роки, все обслуговування його відбувається на орбіті. Всього в скафандрах «Орлан-М» при польоті ОС «»Мир"" було виконано в 1997—2000 рр.. 18 виходів виходів у ВКП

## Орлан-М для МКС
Основні параметри скафандра — ті ж, що й у «Мировського» «Орлана-М»: робочий тиск всередині скафандра — 0.4 атм, атмосфера — киснева. У костюмі водяного охолодження, що надівається космонавтом на тіло, температура може регулюватися в інтервалі 8-25 ° С, температура вентилює газу 15-20 ° С. Для видалення вуглекислого газу використовується літієвий поглинальні патрон ЛП-9, що дає можливість перебувати в скафандрі протягом 9 годин. У тім'яної частини шолома розташований ілюмінатор, що збільшує площу огляду. Крім того, шолом забезпечений опускаються протисонячних фільтром. Для роботи в тіні на шоломі є світильники.

## Порівняння характеристик американського «EMU» та російського «Орлан-М»
На МКС передбачено використання як російських, так і американських скафандрів EMU (Extravehicular Mobility Unit). Причому виходи в «орланів-М» можливі як з російського стикувального відсіку «Пірс», так і з американської шлюзової камери Quest, а в американському скафандрі — тільки з Quest.
Основні відмінності EMU від «Орлана»:
- 1. Штатний тиск кисневої атмосфери в американському скафандрі 0.3 атм, а в російському, 0.4 атм;
- 2. Через більш високого робочого тиску для російського скафандра процедура десатураціі проводиться швидше і простіше — за 30 хвилин у скафандрі, в той час як для американського — до 12 годин на шлюзі або до 4-х годин у скафандрі;
- 3. «Орлан-М» розрахований на те, що космонавт може надягати і знімати його самостійно — у нього просто входять зі спини. Самостійно носитиме EMU без сторонньої допомоги проблематично, навіть якщо використовувати спеціальне пристосування;
- 4. Гарантійний термін роботи російських скафандрів — 4 роки, все обслуговування «Орлану» відбувається на орбіті; для EMU його фірма-виробник Hamilton Sunstrand визначила ресурс — 25 виходів протягом 180 днів, після чого потрібно спускати скафандр для наземного обслуговування;
- 5. «Орлан» — скафандр багаторозмірна, придатний для космонавтів зростом від 165 до 190 см; його рукава і штанини можуть регулюватися по довжині, отже, на орбіті можна підігнати скафандр під габарити конкретної людини. Для EMU існує 9 типорозмірів, використовується зазвичай 4 типорозміру, і якщо астронавти прилітають екіпажів сильно відрізняються за габаритами, то для них спеціально доводиться доставляти скафандр потрібного розміру або елементи м'яких оболонок з Землі;
- 6. Вага «Орлана-М» — 110 кг. За традицією, що йде ще з часів Корольова, — «полегшувати все, що можна полегшити», — для скафандрів використовувалися алюмінієві сплави, на відміну від EMU, значна частина деталей якого виконана з нержавіючої сталі. Вага американського скафандра — 136 кг без обладнання SAFER (Simplified Aid for EVA Rescue), одягається на скафандр для додаткової безпеки (ця невелика реактивна установка, що працює на стиснутому газі, служить для повернення до станції астронавта в тому випадку, якщо він відірвався від її поверхні);
- 7. Всі основні системи російського скафандра дубльовані: гермооболонки, вентилятори, водяні насоси, регулятори тиску в скафандрі, радіопередавачі, є запасний аварійний кисневий балон, кіраса і шолом дубльовані гумою, скло шолома подвійне і т. д. Американці вважають системи EMU цілком надійними, і в основному вони не дублюються.